# Neonella mayaguez
Neonella mayaguez är en spindelart som beskrevs av Galiano 1998. Neonella mayaguez ingår i släktet Neonella och familjen hoppspindlar. Inga underarter finns listade i Catalogue of Life.